# Сафарбехі
Сафарбехі (перс. صفربهی) — село в Ірані, входить до складу дехестану Баш-Калах у Центральному бахші шахрестану Урмія провінції Західний Азербайджан.